# Трансмісивні хвороби
Трансмісивні хвороби (від лат. transmissio — перехід, передача) — група паразитарних та інфекційних захворювань людини і тварин, збудники яких передаються членистоногими. Зараження відбувається при укусі комарами, кліщами, блохами, москітами, а також при потраплянні інфікованих виділень переносників на шкіру, слизові оболонки та іншим шляхом. 
Розрізняють два типи трансмісивних хвороб:
1) облігатно-трансмісивні хвороби, що передаються тільки специфічними переносниками (малярія, москітна гарячка, кліщовий та вошовий поворотні тифи, жовта гарячка, сезонні енцефаліти — кліщовий та комариний, шкірний лейшманіоз та ін.);
2) факультативно-трансмісивні хвороби, збудники яких розповсюджуються різними шляхами (повітряно-крапельним, травним, безпосередньо від людини до людини), в т. ч. переносниками (чума, туляремія, гарячка Ку).
Облігатно-трансмісивні хвороби відносять до кров'яних інфекційних хвороб, бо вхідними воротами і основним середовищем для розмноження збудника є кров та лімфа. 
Багатьом трансмісивним хворобам властива природна вогнищевість.

## Трансмісивні хвороби в Україні
Серед трансмісивних інфекційних хвороб в Україні особливе епідемічне значення через наявність переносників збудників та сприятливі клімато-географічні умови для їх розвитку в організмі членистоногих мають малярія, лейшманіоз, дірофіляріоз, кліщовий вірусний енцефаліт, хвороба Лайма, туляремія, марсельська гарячка, гарячка Західного Нілу та Ку-гарячка.
В країні після ліквідації місцевої малярії у 1960 році мають місце завізні випадки цього захворювання. За період 2011-2013 років було 220 випадків завізної малярії, з них серед громадян України - 70,9%, іноземців – 29,1%. При зменшенні кількості завізних випадків число mixt-малярії, рецидивів і летальних випадків від тропічної малярії збільшується. Цьому сприяє поява та збільшення випадків малярії, стійкої до лікарських засобів, розширення міжнародних зв’язків України з іншими країнами, здійснення миротворчих місій, відпочинок громадян України в ендемічних з малярії регіонах, порушення правил проведення хіміопрофілактики та інших профілактичних заходів особами, які від’їжджали в тропічні країни та повертались в Україну.
Дирофіляріоз - єдиний трансмісивний гельмінтоз, що реєструється в країні і має тенденцію до зростання. Так у період з 1997-го по 2013-й роки захворюваність дирофіляріозом населення країни зросла у 63,6 рази. Дирофіляріоз реєструється в усіх регіонах країни. Захворюваність серед людей корелюється з епізоотією серед собак та наявністю переносників збудника, які мають епідемічне значення.
Вісцеральний лейшманіоз теж є актуальним для України. Сучасна фауна переносників збудників лейшманіозів в країні представлена 6 видами москітів, які реєструються в АР Крим, м. Севастополі та Одеській області. Актуальність проблеми лейшманіозів в країні підтверджується ще й реєстрацією завізних випадків шкірного лейшманіозу з багатьох ендемічних країн світу та недостатнім забезпеченням країни протипаразитарними препаратами для лікування трансмісивних паразитозів.
Кліщовий вірусний енцефаліт (КВЕ) за період з 1955 року фіксувався в Україні 596 разів, з них 12,5 % – випадки завізного КВЕ та 87,5 % – місцевого характеру. Найбільша кількість хворих була в АР Крим - 50,7 % та Волинській області 37,5 %.
Захворюваність на іксодовий кліщовий бореліоз, або хворобу Лайма, має тенденцію до зростання. В 2011 мало місце 1597 випадків, показник 3,49 на 100 тис. населення, у 2013 – 1927 випадків, показник - 4,24.
Щорічно реєструються спорадичні випадки захворювання людей на гарячку Західного Нілу (ГЗН). У 2011 році мало місце 11 випадків.
За 2011-2013 роки було зареєстровано 20 випадків захворювання людей на Ку-гарячку у 2-х областях  (Одеській – 16, Донецькій – 4 випадки) та 66 випадків захворювань на марсельську гарячку (переважно в АР Крим та м. Севастополі, у т. ч. 19 випадків у 2013 році). Поширенню захворювань на марсельську гарячку серед людей сприяє інфікованість собачих кліщів Rh. sanguineus та інших, які паразитують на собаках, переважно безпритульних.

## Профілактичні заходи
Профілактику більшості трансмісивних хвороб проводять шляхом зменшення чисельності переносників (дезінсекція). За допомогою цього заходу вдалося ліквідувати такі захворювання, як поворотний тиф, москітна гарячка, шкірний лейшманіоз. При природно-вогнищевих трансмісивних хворобах часто ефективнішими є заходи зі зниження чисельності диких тварин — джерел збудників, скажімо гризунів при чумі та пустельному шкірному лейшманіозі; застосування захисного одягу і репелентів; у ряді випадків — вакцинація (при туляремії, жовтій гарячці), хіміопрофілактика (при сонній хворобі). Заходи профілактики включають також імунізацію людини і тварин.